# 406 TCN
406 TCN là một năm trong lịch La Mã.